# Ischnochiton papillosus
Ischnochiton papillosus är en blötdjursart som först beskrevs av C.B. Adams 1845.  Ischnochiton papillosus ingår i släktet Ischnochiton och familjen Ischnochitonidae. Inga underarter finns listade i Catalogue of Life.